# 講談社漫畫獎
講談社漫畫獎，由日本漫畫出版巨頭講談社主辦的漫畫獎。
1959年講談社為紀念成立50周年，創立「講談社三賞」，其中的「講談社兒童漫畫賞」，就是講談社漫畫獎的前身。1970年，「講談社三賞」併入「講談社出版文化賞」，講談社兒童漫畫賞改制為「講談社出版文化賞兒童漫畫部門」，然後在1977年時獨立為講談社漫畫獎。雖然經常是講談社旗下漫畫雜誌刊載的作品獲獎，但亦有其他出版社作品獲獎的情況。
講談社漫畫獎所有獲獎作品都獲得獎狀、青銅獎座和附加獎金100萬日元。

## 四大部門
- 兒童部門：以幼兒及小學生為主要對象的漫畫作品
- 少年部門：以國高中為主要對象的少年漫畫作品
- 少女部門：以國高中為主要對象的少女漫畫作品
- 總合部門：以一般人（青年及成人）為主要對象的漫畫作品（2019年以前為一般部門）

## 歷屆得獎名單

### 2020年代（第44～48屆）
2025（令和7）年度（第49屆）
評選委員：安藤なつみ・海野つなみ・小川悦司・久米田康治・はやみねかおる・
三田紀房・幸村誠 
少年部門：One・東京太郎《VERSUS「對抗！」》
少女部門：卯月ココ 《戀愛吧，假面天使！》
総合部門：岩明均《歷史之眼》
2024（令和6）年度（第48屆）
評選委員：安藤なつみ、海野つなみ、小川悦司、久米田康治、はやみねかおる、 三田紀房、幸村誠
少年部門：山田鐘人・アベツカサ《葬送的芙莉蓮》
少女部門：いちのへ瑠美 《きみの横顔を見ていた》
総合部門：つるまいかだ《金牌得主》
2023（令和5）年度（第47屆）
評選委員：海野綱彌、小川悦司、久米田康治、勇嶺薰、東村明子、三田紀房、幸村誠
少年部門：硬梨菜・不二涼介《香格里拉·開拓異境～糞作獵手挑戰神作～》
少女部門：蒼井まもる 《那孩子的孩子》
総合部門：高松美咲《躍動青春》
2022（令和4）年度（第46屆）
評選委員：海野綱彌、小川悦司、久米田康治、東村明子、三田紀房、大和和紀、幸村誠
少年部門：伏瀬・川上泰樹《關於我轉生變成史萊姆這檔事》
少女部門：リカチ《星辰墜落之國的妮娜》
総合部門：泰三子《秘密內幕～女警的反擊～》
2021（令和3）年度（第45屆）
評選委員：海野綱彌、小川悦司、久米田康治、東村明子、三田紀房、大和和紀、幸村誠
少年部門：金城宗幸《藍色監獄》
少女部門：森野萌《花野井同學與戀愛病》
總合部門：入江喜和《尤莉亞老師的紅線》
2020（令和2）年度（第44屆）
評選委員：赤松健、上山栃、大暮維人、加瀨敦、東村明子、森高夕次、大和和紀
少年部門：和久井健《東京卍復仇者》
少女部門：Robico《我和妳的重要對話》
總合部門：山口飛翔《藍色時期》

### 2010年代（第34～43屆）
2019（令和元）年度（第43屆）
評選委員：赤松健、上山栃、大暮維人、加瀨敦、東村明子、森高夕次、大和和紀
少年部門：春場蔥《五等分的新娘》、大今良時《給不滅的你》
少女部門：有賀理惠《完美世界》
一般部門：吉永史《昨日的美食》
講談社創業110周年特別賞：弘兼憲史《島耕作系列》、森川讓次《第一神拳》
2018（平成30）年度（第42屆）
評選委員：赤松健、上山栃、大暮維人、加瀨敦、小林深雪、森高夕次、大和和紀
少年部門：板垣巴留《BEASTARS》（秋田書店）
少女部門：沖田×華《透明的搖籃》
一般部門：OZAWA YUKI《傘寿まり子》、惠三朗（原作：草水敏）《脆弱 病理醫岸京一郎的所見》
2017（平成29）年度（第41屆）
評選委員：赤松健、上山栃、大暮維人、加瀨敦、小林深雪、森高夕次、山下和美
少年部門：加藤箏乃《將國戡亂記》
少女部門：三次真紀《P與JK》
一般部門：南勝久《殺手寓言》
2016（平成28）年度（第40屆）
評選委員：赤松健、上山栃、大暮維人、加瀨敦、小林深雪、森高夕次、山下和美
少年部門：安田剛士《DAYS》
少女部門：純子《我太受歡迎了，該怎麼辦？》
一般部門：鈴之木祐《產科醫鴻鳥》
2015（平成27）年度（第39屆）
評選委員：安童夕馬、小林深雪、藤沢亨、藤島康介、前川剛、三田紀房、山下和美
少年部門：鈴木央《七大罪》、渡邊航《飆速宅男》（秋田書店）
少女部門：海野綱彌《月薪嬌妻》
一般部門：貳瓶勉《銀河騎士傳》
特別獎：上山栃《妙廚老爹》
- 本屆起兒童部門統合至少年部門與少女部門。

2014（平成26）年度（第38屆）
評選委員：安童夕馬、小林深雪、藤沢亨、藤島康介、前川剛、松苗明美、三田紀房
兒童部門：小西紀行《妖怪手錶》（小學館）
少年部門：勝木光《Baby Steps ~網球優等生~》
少女部門：TAAMO《太陽之家》
一般部門：雲田晴子《昭和元祿落語心中》
2013（平成25）年度（第37屆）
評選委員：安童夕馬、上田美和、藤澤亨、藤島康介、前川剛、松苗明美、三田紀房
兒童部門：雷句誠《奇想之國》
少年部門：新川直司 《四月是你的謊言》
少女部門：或子（原作：河原和音）《俺物語!!》（集英社）
一般部門：足立刑事（原作：森高夕次）《錢進球場》、平本彰《監獄學園》
2012（平成24）年度（第36屆）
評選委員：安童夕馬、上田美和、藤澤亨、藤島康介、前川剛、松苗明美、三田紀房
兒童部門：遠山繪麻《絕對戀愛命令》
少年部門：羅川真里茂 《真白之音》
少女部門：水城雪可奈 《失戀巧克力職人》（小學館）
一般部門：幸村誠 《海盜戰記》
2011（平成23）年度（第35屆）
評選委員：安童夕馬、上田美和、藤澤亨、藤島康介、前川剛、松苗明美、三田紀房
兒童部門：松本英吉《靈媒老師在身邊》
少年部門：諫山創 《進擊的巨人》
少女部門：末次由紀 《花牌情緣》
一般部門：羽海野千花 《3月的獅子》（白泉社）、小山宙哉 《宇宙兄弟》
2010（平成22）年度（第34屆）
評選委員：上田美和、輕部潤子、重野秀一、寺澤大介、福本伸行、藤本由香里、森川讓次
兒童部門：伊布旦也（原作：LEVEL-5）《閃電十一人》（小學館）
少年部門：寺嶋裕二 《鑽石王牌》
少女部門：东村明子 《海月姫》
一般部門：辻智《逆轉監督》

### 2000年代（第24～33屆）
2009（平成21）年度（第33屆）
評選委員：上田美和、輕部潤子、重野秀一、寺澤大介、福本伸行、藤本由香里、森川讓次
兒童部門：安瑠安崎（原作：勇嶺薰）《名偵探夢水清志郎事件簿》
少年部門：加藤元浩 《神通小偵探》和《Q.E.D. 証明終了》 、真島浩 《FAIRY TAIL魔導少年》
少女部門：育江綾 《純靜脆弱的心》（集英社）
一般部門：藤島康介《幸運女神》
講談社創業100周年紀念特別賞：千葉徹彌（原作：梶原一騎）《鐵拳浪子》
2008（平成20）年度（第32屆）
評選委員：輕部潤子、重野秀一、寺澤大介、深見惇、福本伸行、藤本由香里、森川讓次
兒童部門：PEACH-PIT《守護甜心！》
少年部門：田中基之《最強！都立葵坂高校棒球部》（小學館）
少女部門：椎名軽穂《只想告訴你》（集英社）
一般部門：石川雅之《農大菌物語》
2007（平成19）年度（第31屆）
評選委員：輕部潤子、重野秀一、寺澤大介、深見惇、福本伸行、藤本由香里、森川讓次
兒童部門：小川悅司《天使的煎鍋》
少年部門：久米田康治《絕望先生》、八神浩樹《灌藍少年ACT2》
少女部門：六花千代《IS 上帝的惡作劇》
一般部門：樋口朝《王牌投手 振臂高揮》
2006（平成18）年度（第30屆）
評選委員：輕部潤子、重野秀一、寺澤大介、深見惇、福本伸行、藤本由香里、森川讓次
兒童部門：安藤夏美（原作：小林深雪）《點心公主》（另譯：美食小公主）
少年部門：大暮維人 《飛輪少年》
少女部門：末延景子 《Life～人生》
一般部門：漆原友紀《蟲師》
2005（平成17）年度（第29屆）
評選委員：內館牧子、輕部潤子、きうちかずひろ、貞安圭、七三太朗、弘兼憲史、深見惇
兒童部門：安野夢洋子 《魔界女王候補生》（另譯：魔女的考驗）
少年部門：曾田正人 《capeta》
少女部門：伊藤理佐 《我的加味人生》 GEORGE朝倉《愛的手記》
一般部門：三田紀房《東大特訓班》（另譯：龍櫻）
2004（平成16）年度（第28屆）
評選委員：內館牧子、きうちかずひろ、貞安圭、庄司陽子、七三太朗、弘兼憲史、深見惇
兒童部門：御童和彥《疾風忍法帖》
少年部門：澤田博文《俠義少年王》
少女部門：二之宮知子《交響情人夢》
一般部門：瀨川雅樹（原作：山田風太郎）《甲賀忍法帖》
2003（平成15）年度（第27屆）
評選委員：內館牧子、きうちかずひろ、貞安圭、庄司陽子、鈴木由美子（欠）、七三太朗、弘兼憲史
兒童部門：篠塚廣夢《魔法咪路咪路》（另譯：魔法小米路）（小學館）
少年部門：朝基勝士（原作：安童夕馬）《王牌至尊》
少女部門：羽海野千花《蜂蜜幸運草》（集英社）、小川彌生《寵物愛人》
一般部門：山下和美《天才柳澤教授》
2002（平成14）年度（第26屆）
少年部門：野中英次《魁！天兵高校》、Harold作石《BECK》
少女部門：吉永史《西洋骨董洋菓子店》（新書館）
一般部門：川口開治《次元艦隊》
2001（平成13）年度（第25屆）
少年部門：赤松健《純情房東俏房客》
少女部門：高屋奈月《魔法水果籃》〈另譯：幻影天使、生肖奇緣、水果籃子〉(白泉社）
一般部門：浦澤直樹 《20世紀少年》（小學館）
2000（平成12）年度（第24屆）
少年部門：星野泰視（原作：佐浮銘）《勝負師傳說》
少女部門：池澤理美《變身小辣妹》
一般部門：井上雄彥（原作：吉川英治）《浪人劍客》

### 1990年代（第14～23屆）
1999（平成11）年度（第23屆）
少年部門：加瀨敦《變色龍》
少女部門：上田美和《蜜桃女孩》
一般部門：楠通春 《灣岸競速》
1998（平成10）年度（第22屆）
少年部門：藤澤亨《麻辣教師GTO》
少女部門：小花美穗《玩偶遊戲》（集英社）
一般部門：福本伸行 《賭博默示錄》、王欣太（原作：李學仁）《蒼天航路》
1997（平成9）年度（第21屆）
少年部門：山原義人《龍狼傳》
少女部門：樹夏實《出雲傳奇》（白泉社）
一般部門：望月峯太郎 《末日》
1996（平成8）年度（第20屆）
少年部門：寺澤大介《將太的壽司》
少女部門：倉持房子《天然子結構》（集英社）
一般部門：古谷實 《去吧！稻中桌球社》
1995（平成7）年度（第19屆）
少年部門：佐藤文也（原作：金成陽三郎）《金田一少年之事件簿》
少女部門：小澤真理《單親樂章》
一般部門：一色真人 《花田少年史》
1994（平成6）年度（第18屆）
少年部門：大島司《足球風雲》
少女部門：輕部潤子《心言手語》
一般部門：山本康人 《我的爸爸是男人》
1993（平成5）年度（第17屆）
少年部門：高田裕三《三隻眼》
少女部門：武內直子《美少女戰士》
一般部門：岩明均 《寄生獸》
1992（平成4）年度（第16屆）
少年部門：川三番地（原作：七三太朗）《快速球》
少女部門：岩館真理子《結婚進行曲》（集英社）
一般部門：青木雄二 《浪花金融道》
1991（平成3）年度（第15屆）
少年部門：森川讓次《第一神拳》
少女部門：逢坂三重子《永遠の野原》(集英社）
一般部門：弘兼憲史 《課長島耕作》深見惇《惡女》
1990（平成2）年度（第14屆）
少年部門：川原正敏《修羅之刻》
少女部門：万里村奈加《女強人》
一般部門：川口開治 《沉默的艦隊》Harold作石《ゴリラーマン》

### 1980年代（第4～13屆）
1989（平成元）年度（第13屆）
少年部門：陸奧利之（むつ利之）《名門！第三棒球隊》
少女部門：鈴木由美子《白鳥麗子》、櫻桃子《櫻桃小丸子》(集英社）
一般部門：水木茂《昭和史》
1988（昭和63）年度（第12屆）
少年部門：寺澤大介《妙手小廚師》
少女部門：松苗明美《純情クレイジーフルーツ》（集英社）
一般部門：五十嵐三喜夫《暖暖日記 - 純情動物蠢蠢事》（竹書房）、木內一裕《BE-BOP-HIGHSCHOOL》
1987（昭和62）年度（第11屆）
少年部門：前川剛《鐵拳小子》
少女部門：朝霧夕《七彩少女心》
一般部門：川口開治 《俳優》
1986（昭和61）年度（第10屆）
少年部門：蛭田達也《功夫旋風兒》
少女部門：一条由香莉《有閑俱樂部》（集英社）
一般部門：手塚治虫 《三個阿道夫》（週刊文春：文藝春秋）小林誠《貓咪也瘋狂》
1985（昭和60）年度（第9屆）
少年部門：重野秀一《極速狂飆》
少女部門：西尚美《まひろ体験》
一般部門：貞安圭（原作：山崎十三）《難兄難弟》
1984（昭和59）年度（第8屆）
少年部門：大島矢須一《鋼鐵搭檔》（另譯：龍兄虎弟）
少女部門：小野彌夢《一代舞伶》
一般部門：大友克洋《阿基拉》
1983（昭和58）年度（第7屆）
少年部門：三浦みつる《天生絕配》
少女部門：山岸子《日出處天子》（白泉社）
一般部門：柴門文 《P.S. 我很好，俊平》
1982（昭和57）年度（第6屆）
少年部門：村上紀香《岳人列傳》(小學館）
少女部門：美內鈴惠《妖鬼妃傳》
一般部門：里中滿智子《獵人星座》
1981（昭和56）年度（第5屆）
少年部門：小林誠《1‧2三四郎》
少女部門：高梨靜江（原作：雪室俊一）《早安!史胖》
1980（昭和55）年度（第4屆）
少年部門：永井豪《淒之王》
少女部門：吉田真由美《れもん白書》

### 1970年代（第1～3屆）
1979（昭和54）年度（第3屆）
少年部門：柳澤公夫《翔んだカップル》
少女部門：大島弓子《棉之國星》（白泉社）
1978（昭和53）年度（第2屆）
少年部門：川崎伸《橄欖球之鷹》
少女部門：庄司陽子《俏女郎娜琪》
1977（昭和52）年度（第1屆）
少年部門：手塚治虫《怪醫黑傑克》、《三眼神童》（秋田書店）
少女部門：大和和紀《窈窕淑女》、五十嵐優美子（原作：水木杏子）《小甜甜》

## 外部連結
- 講談社漫画賞